# Olympische Sommerspiele 2008/Teilnehmer (Türkei)
| Gelbes Symbol für Goldmedaillen mit stilisierten Olympischen Ringen | Graues Symbol für Silbermedaillen mit stilisierten Olympischen Ringen | Braundes Symbol für Bronzemedaillen mit stilisierten Olympischen Ringen |
| ------------------------------------------------------------------- | --------------------------------------------------------------------- | ----------------------------------------------------------------------- |
| 1                                                                   | 1                                                                     | 3                                                                       |

Die Türkei nahm 2008 zum 15. Mal an den Olympischen Sommerspielen teil. Die Delegation umfasste 67 Sportler.
Das Türkiye Milli Olimpiyat Komitesi wurde 1908 gegründet und 1911 vom Internationalen Olympischen Komitee aufgenommen.

## Teilnehmer nach Sportarten

### Bogenschießen
- Göktuğ Yusuf Erkin – Männer
- Zekiye Keskin Şatır – Frauen

### Boxen
- Furkan Memiş – 51 kg
- Yakup Kılıç – 57 kg
- Onur Şipal – 60 kg
- Adem Kılıççı – 69 kg
- Bahram Muzaffer – 81 kg

### Gewichtheben
Männer
- 77 kg – Taner Sağır
- 56 kg – Sedat Artuç
- 105 kg – Bünyamin Sudaş
- 85 kg – İzzet İnce

Frauen
- Nurcan Taylan – 48 kg
- Sibel Özkan – 48 kg

Die Wertungen von Nurcan Taylan wurden 2016 gestrichen, da sie bei Nachtests des Dopings überführt wurde.
Die Wertungen von Sibel Özkan wurden 2016 gestrichen, da sie bei Nachtests ebenfalls des Dopings überführt wurde. Die Silbermedaille musste sie zurückgeben.

### Judo
- Sezer Huysuz Männer – 73 kg
- Hakan Balta Männer – 65 kg

### Leichtathletik
| Disziplin        | Männer              | Frauen                           |
| ---------------- | ------------------- | -------------------------------- |
| 800 m            |                     | Merve Aydın                      |
| 5000 m           |                     | Elvan Abeylegesse Alemitu Bekele |
| 10.000 m         | Selim Bayrak        | Elvan Abeylegesse                |
| Marathon         | Abdil Ceylan        | Bahar Doğan                      |
| 100 m Hürden     |                     | Nevin Yanıt                      |
| 3000 m Hindernis | Halil Akkaş         | Türkan Erismis Aslı Çakır        |
| 20 km Gehen      | Recep Çelik         |                                  |
| Weitsprung       |                     | Karin Mey Melis                  |
| Diskuswurf       | Ercüment Olgundeniz |                                  |
| Hammerwurf       | Eşref Apak          | Sviatlana Sudak-Torun            |

### Radsport
- Bilal Akgül Männer – Mountainbike

### Ringen

#### Griechisch-römisch
- Soner Sucu 60 kg
- Şeref Eroğlu 66 kg
- Şeref Tüfenk 74 kg
- Nazmi Avluca 84 kg
- Mehmet Özal 96 kg
- Rıza Kayaalp 120 kg

#### Freistil
- Sezar Akgül – 55 kg
- Tevfik Odabaşı – 60 kg
- Ramazan Şahin – 66 kg
- Ahmet Gülhan – 74 kg
- Serhat Balcı – 84 kg
- Hakan Koç – 96 kg
- Aydın Polatçı – 120 kg
- Mustaf Vural – Hafif kilo

### Schießen
- Yusuf Dikeç Männer – Luftpistole 10 M. und 50 M. Schießen

### Schwimmen
- Derya Büyükuncu Männer – Rücken 100 m – 200 m
- Demir Atasoy Männer – Rücken 100 m
- Deniz Nazar Männer – Freistil 400 m
- Kaan Tayla Männer – Freistil 50 m – 100 m
- Ömer Aslanoğlu Männer – Lagen 100 m
- Gülşah Günenç Frauen – Schmetterling 200 m
- İris Rosenberger Frauen – Schmetterling 100 m
- Dilara Buse Günaydın Frauen – Rücken 100 m
- Serkan Atasay Männer – 200 m Freistil
- Onur Uras Männer – 100 m Schmetterling
- Ediz Yıldırımer – 1500 m Freistil

### Segeln
- Kemal Muslupaş Männer
- Ertuğrul İçingir Männer
- Ali Kemal Tüfekçi Männer
- Deniz Çınar Männer
- Ateş Çınar Männer

### Taekwondo
- Servet Tazegül Männer – 68 kg
- Bahri Tanrıkulu Männer – 80 kg
- Azize Tanrıkulu Frauen – 57 kg
- Sibel Güler Frauen – 67 kg

### Tischtennis
- Melek Hu – Einzel Frauen
- Cem Zeng – Einzel Männer